# Virus Chagres
El Chagres virus o Virus Chagres es un virus del género Phlebovirus, de la familia Phenuiviridae, grupo IV del orden sin clasificar; que causa la enfermedad viral llamada fiebre de Chagres o fiebre de las moscas de arena de Panamá (también conocida como fiebre de las moscas de la arena de Panamá y Brasil).